# Жагански окръг
Жагански окръг (на полски: Powiat żagański) е окръг в Западна Полша, Любушко войводство. Заема площ от 1131,78 км2. Административен център е град Жаган.

## География
Окръгът се намира в историческата област Долна Силезия. Разположен е южната част на войводството.

## Население
Населението на окръга възлиза на 82 433 души(2012 г.). Гъстотата е 73 души/км2.

## Административно деление
Административно окръгът е разделен на 9 общини.
Градски общини:
- Гоздница
- Жаган

Градско-селски общини:
- Община Илова
- Община Маломице
- Община Шпротава

Селски общини:
- Община Бжежница
- Община Вимярки
- Община Жаган
- Община Негославице

## Галерия
- Гоздница
- Жаган
- Илова
- Маломице
- Шпротава